# Tanyarches glyptocosma
Tanyarches glyptocosma är en fjärilsart som beskrevs av Edward Meyrick 1924. Tanyarches glyptocosma ingår i släktet Tanyarches och familjen praktmalar, Oecophoridae. Inga underarter finns listade i Catalogue of Life.